# Seaman (jeu vidéo)
Seaman (シーマン, Shīman) est un jeu vidéo simulant un animal de compagnie virtuel sur Dreamcast. Édité par Sega et développé par Vivarium, le jeu est sorti en 1999 au Japon et en 2000 en Amérique du Nord. Il s'agit d'un des rares jeux sur Dreamcast à tirer parti d'un microphone. Le jeu sort également sur PlayStation 2 en 2001 uniquement au Japon.

## Système de jeu

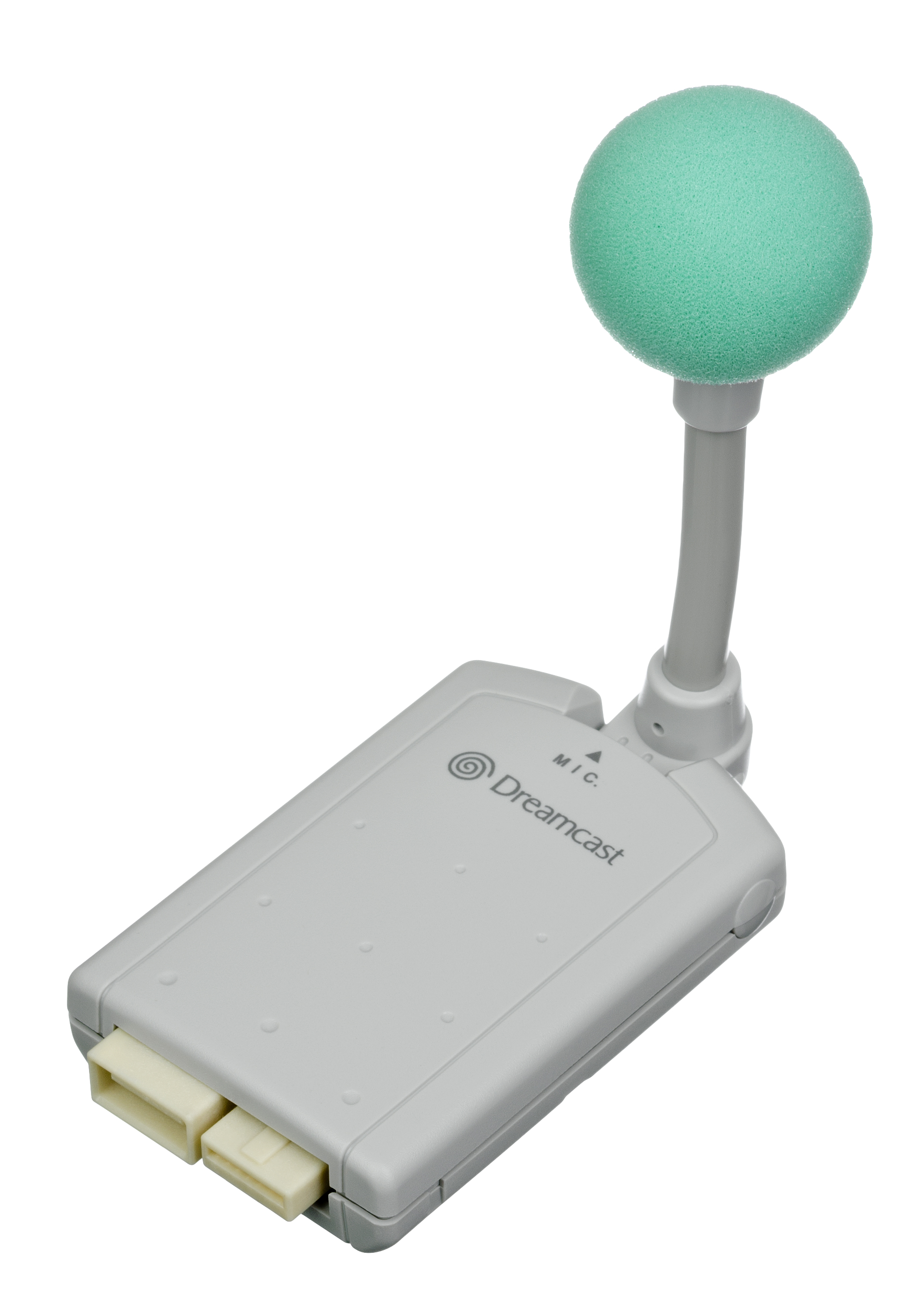
Le jeu est compatible avec un microphone, qui permet au joueur de communiquer avec les Seamen.

Dans Seaman, le joueur a la responsabilité de s'occuper d'un nouveau spécimen nommé Seaman. Il s'agit d'un sorte de poisson avec un visage similaire à celui d'un humain. Le joueur doit nourrir fréquemment les créatures en plus de leur tenir compagnie. Le jeu est compatible avec un microphone à l'aide duquel le joueur peut communiquer avec les Seamen. Au fur et à mesure que le jeu avance, l'apparence physique des Seamen évolue et ils deviennent de plus en plus intelligents.

## Accueil
Seaman est généralement bien reçu par la critique, obtenant une note de 82 % sur Metacritic, ainsi que 80,91 % sur GameRankings,. Le magazine Famitsu donne une note de 29 sur 40 à la version Dreamcast ainsi qu'une note de 31 sur 40 à la version PlayStation 2,.

## Postérité
Une version différente du jeu était prévue pour PC. Dans cette version du jeu, le Seaman aurait été capable d’interagir avec les applications de l'ordinateur du joueur. Prévu à l'origine pour début 2001, il sera finalement annulé.
Une suite, nommé Seaman 2, sort en 2007 au Japon sur PlayStation 2. Contrairement au précédent opus, le joueur interagit avec un homme primitif, plus précisément un homme de Pékin, sur une île plutôt qu'avec une créature aquatique,. À sa sortie, le jeu se vend à 33 000 copies durant la première semaine de commercialisation au Japon.